# ويليام تشاونسي فولر
ويليام تشاونسي فولر هو سياسي أمريكي، ولد في 1 سبتمبر 1793، وتوفي في 15 يناير 1881. انتخب عضو مجلس ولاية كونيتيكت ‏.